# Walk. Ride. Rodeo.
Walk. Ride. Rodeo. es una película biográfica estadounidense de 2019 dirigida por Conor Allyn a partir de un guion de Sean Dwyer y Greg Cope White sobre la vida de Amberley Snyder, una corredora de rodeo de nivel nacional que desafió las probabilidades de volver al deporte después de apenas sobrevivir a un accidente automovilístico que la dejó paralizada de cintura para abajo. Es protagonizada por Missi Pyle, Spencer Locke, Bailey Chase y Sherri Shepherd. 

## Sinopsis
A la edad de 19 años, Amberley Snyder, corredora de rodeo a nivel nacional, apenas sobrevive a un accidente automovilístico que la deja paralizada de cintura para abajo. Sus médicos dicen que nunca volverá a caminar, y mucho menos a cabalgar. Snyder intenta superar su pronóstico, y regresa a su caballo solo 18 meses después del accidente. 

## Reparto
- Spencer Locke como Amberley Snyder.
- Missi Pyle como Tina Snyder, la madre de Amberley.
- Bailey Chase como Cory Snyder, el padre de Amberley.
- Alyvia Alyn Lind como Autumn Snyder.
- Mitchell Hoog como JC Snyder.
- Sherri Shepherd como Felice.
- Max Ehrich como Tate Watkins.
- Kathleen Rose Perkins como Stacy.
- Barbara Alyn Woods como Jenna Walters.
- Raleigh Cain como Emmy Lancaster.
- Kenneth Miller como el oficial Brad Shervick.
- Stephanie Hill como paciente de hospital / espectadora de rodeo.
- J. Nathan Simmons como espectador del rodeo.
- Bob Jesser como Bruce Evans.
- Michael Slusher como patrón del rodeo.
- Matt Medrano como el paramédico Bill Delgadero.
- David Christian Welborn como el Dr. Thomas
- David DeLao como el Dr. Alex Patel

## Producción
El 29 de julio de 2018, se anunció que había comenzado la producción de una nueva película de Netflix titulada Walk Ride Rodeo sobre la vida de la campeona de rodeo paralizada Amberley Snyder. También se anunció que Missi Pyle, Spencer Locke, Bailey Chase, Sherri Shepherd, Raleigh Cain, Mitchell Hoog y John-Paul Howard protagonizarían la película.
El rodaje comenzó en Nuevo México en julio de 2018.